# 8 ноября
8 ноября — 312-й день года (313-й в високосные годы) по григорианскому календарю.
До конца года остаётся 53 дня.
До 15 октября 1582 года — 8 ноября по юлианскому календарю, с 15 октября 1582 года — 8 ноября по григорианскому календарю.
В XX и XXI веках соответствует 26 октября по юлианскому календарю.

## Праздники и памятные дни

### Международные
- Международный день КВН.
- Международный день радиологии[2].
- Всемирный день урбанизма.

### Национальные
- Азербайджан — День Победы.
- Кыргызстан — Дни истории и памяти предков[3][4].

### Религиозные
Католицизм
 — Память Адеодада I (папы римского) (618 год);
 — память Иоанна Дунс Скота, английского францисканца, священника, теолога (1308 год);
 — память четырёх увенчанных мучеников: Клавдия, Кастория, Симпрониана и Никострата (304 год);
 — память Виллехада Бременского, миссионера, первого епископа Бремена (789 год).
 Православие
 — Память великомученика Димитрия Солунского, мироточца (около 306 года);
 — воспоминание великого и страшного трясения (землетрясения), бывшего в Царьграде (740 год);
 — память мученика Луппа (около 306 года);
 — память мучеников Артемидора, Василия, Митродора и Гликона (Сгиликона) (около 362 года);
 — память мученицы Лептины;
 — память преподобного Афанасия, эконома Мидикийского (около 814 года);
 — память преподобного Феофила Печерского, архиепископа Новгородского, в Дальних пещерах почивающего (1482 год);
 — память преподобномученика Иоасафа Афонского (1536 год);
 — память преподобного Димитрия Басарбовского, Болгарского (1685 год).

### Именины
Православные
Мужские: Антон, Артемидор, Асафий, Афанасий, Василий, Волк, Гликон, Дмитрий, Лупп, Митродор, Сгиликон, Феофил.
Женские: Лептина.

## События

### До XIX века
- 1519 — вступление Эрнана Кортеса в Теночтитлан.
- 1520 — начало Стокгольмской кровавой бани.
- 1602 — в Оксфорде основана Бодлианская библиотека.
- 1620 — Белогорская битва около Праги.
- 1798 — английский капитан Джон Фирн открыл коралловый остров Науру в Тихом океане.

### XIX век
- 1888 — во время циклона судно Vaitarna[англ.], шедшее под флагом Британской Индии, пропало близ побережья Гуджарата; погибли 746 человек.
- 1893 — в американском штате Колорадо женщины получили право участвовать в выборах.
- 1895 — в процессе экспериментов с электричеством Вильгельм Рентген открыл излучение, названное им X-лучами. Впоследствии в честь учёного оно получило название рентгеновского.

### XX век
- 1903 — в Нидерландах сообщается об изобретении электрокардиографа.
- 1917 — принимаются первые декреты советской власти — «О мире», «Об армейских революционных комитетах», «О земле».
- 1923 — «Пивной путч» в Мюнхене: попытка захвата государственной власти, предпринятая НСДАП.
- 1933 — во время торжественной церемонии в Кабульском лицее убит Мухаммед Надир-шах, 4-й Король Афганистана.
- 1937 — основание Тихоокеанского Высшего Военно-морского Училища имени Степана Осиповича Макарова.
- 1939 — в 16-ю годовщину «Пивного путча» Георг Эльзер совершил в Мюнхене неудачное покушение на Адольфа Гитлера: фюрер покинул место покушения раньше, чем сработал часовой механизм взрывного устройства. Погибло 8 человек.
- 1941 — основана Коммунистическая партия Албании.
- 1942 — Вторая мировая война: высадка союзных войск во французской Северной Африке.
- 1943
  - Учреждён орден «Победа» — высший военный орден СССР.
  - Учреждён орден Славы — военный орден СССР.
- 1945 — антикоммунистическая демонстрация румынских монархистов в поддержку Михая I, столкновение в Бухаресте, 11 человек убиты.
- 1957 — катастрофа Boeing 377 в Тихом океане, 44 погибших. Причина установлена не была.
- 1961 — вышел в эфир первый выпуск программы КВН («Клуб весёлых и находчивых»).
- 1965 — образована Британская Территория в Индийском Океане.
- 1968 — в Вене подписаны международные договоры о дорожном движении и о дорожных знаках и сигналах.
- 1971 — выпуск альбома Led Zeppelin IV рок-группы «Led Zeppelin».
- 1972 — начала вещание телесеть HBO.
- 1975 — восстание группы советских моряков на БПК «Сторожевой».
- 1977 — греческий археолог Манолис Андроникос обнаружил недалеко от Вергины захоронение Филиппа II Македонского.
- 1983 — катастрофа Boeing 737 в Лубанго, 130 погибших.
- 1984 — основана российская панк-группа «Гражданская оборона».
- 1986 — успешное нападение исландских экологов на китоловные суда с целью их затопления.
- 1987 — Теракт в Эннискиллене, 11 погибших, 63 раненых.
- 1994 — Джордж Буш-мл. стал губернатором штата Техас (США).

### XXI век
- 2005 — Элен Джонсон-Серлиф избрана 24-м президентом Либерии, первая женщина-президент на Африканском континенте.
- 2008 — в аварии на атомной подводной лодке «Нерпа» погибло 20 членов экипажа.
- 2019 — вышел на свободу после 580 дней заключения Лула да Силва, 35-й и 39-й (нынешний) президент Бразилии.
- 2020 — установление Азербайджаном контроля над городом Шушой, завершение Второй карабахской войны.

## Родились

### До XIX века
- 30 или 35 — Нерва (ум. 98), римский император (96—98).
- 1417 — Филипп I (ум. 1480), граф Ганау-Лихтенберга.
- 1491 — Теофило Фоленго (ум. 1544), итальянский поэт.
- 1543 — Летиция Ноллис (ум. 1634), графиня Эссекс и Лестер.
- 1563 — Генрих II (ум. 1624), герцог Лотарингии.
- 1622 — Карл X Густав (ум. 1660), король Швеции (1654—1660).
- 1656 — Эдмунд Галлей (ум. 1742), английский астроном, математик и демограф.
- 1715 — Елизавета Кристина Брауншвейгская (ум. 1797), королева-консорт Пруссии, супруга Фридриха Великого.
- 1768 — Августа София Великобританская (ум. 1840), дочь короля Великобритании Георга III.
- 1784 — Теодор Нарбут (ум. 1864), белорусский и литовский историк, исследователь мифологии.

### XIX век
- 1802 — Бенджамин Холл (ум. 1867), британский инженер и политик, в честь которого назван Биг-Бен.
- 1839 — Иван Горемыкин (убит в 1917), председатель Совета министров Российской империи (1906 и 1914—1916), министр внутренних дел (1895—1899), член Госсовета.
- 1847 — Брэм Стокер (ум. 1912), ирландский писатель, автор романа «Дракула».
- 1864 — Вера Комиссаржевская (ум. 1910), русская актриса.
- 1866 — Герберт Остин, барон Остин (ум. 1941), английский инженер, автомобилестроитель, основатель компании Austin Motor Company.
- 1868 — Феликс Хаусдорф (ум. 1942), немецкий математик, один из основоположников современной топологии.
- 1874 — Евгений Тарле (ум. 1955), российский и советский историк, академик АН СССР.
- 1876 — Степан Эрьзя (ум. 1959), российский и советский художник и скульптор.
- 1877 — Алексий I (в миру Сергей Владимирович Симанский; ум. 1970), патриарх Московский и всея Руси (1945—1970).
- 1883
  - Чарльз Демут (ум. 1935), американский художник.
  - Александр Ферсман (ум. 1945), российский и советский минералог, академик, один из основоположников геохимии.
- 1884 — Герман Роршах (ум. 1922), швейцарский психиатр и психоаналитик, разработчик одного из тестов исследования личности.
- 1887
  - Юрий Шапорин (ум. 1966), русский советский композитор, дирижёр и педагог, народный артист СССР.
  - Борис Ширяев (ум. 1959), русский писатель-прозаик и публицист «второй волны изгнания».
- 1889 — Сергей Бобров (ум. 1971), русский советский поэт, прозаик, литературный критик, переводчик.
- 1895 — Анатолий Нестеров (ум. 1979), русский советский врач-ревматолог, академик АМН СССР.
- 1900 — Маргарет Митчелл (ум. 1949), американская писательница, автор романа «Унесённые ветром».

### XX век
- 1919 — Александр Немировский (ум. 2007), советский и российский историк, педагог, писатель и переводчик.
- 1920 — Эстер Ролли (ум. 1998), американская актриса, лауреат премии «Эмми».
- 1922
  - Адемир (ум. 1996), бразильский футболист, лучший бомбардир чемпионата мира 1950 года.
  - Кристиан Барнард (ум. 2001), южноафриканский кардиолог, хирург, автор первой открытой операции на сердце.
- 1923
  - Бернардо Альварадо Монсон (ум. 1972), политический деятель Гватемалы.
  - Джек Килби (ум. 2005), американский физик, создатель первой интегральной микросхемы, нобелевский лауреат (2000).
- 1924 — Дмитрий Язов (ум. 2020), Маршал Советского Союза, министр обороны СССР (1987—1991).
- 1927 — Нгуен Кхань (ум. 2013), военный и государственный деятель Южного Вьетнама.
- 1928 — Натали Земон Дэвис (ум. 2023), американско-канадский историк.
- 1929 — Олег Борисов (ум. 1994), актёр театра и кино, кинорежиссёр, народный артист СССР.
- 1931 — Паоло Тавиани (ум. 2018), итальянский кинорежиссёр и сценарист, младший брат Витторио Тавиани.
- 1932 — Стефан Одран (ум. 2018), французская актриса, лауреат премии BAFTA.
- 1935 — Ален Делон (ум. 2024), французский актёр театра и кино, кинорежиссёр, сценарист, продюсер, лауреат премии «Сезар».
- 1936 — Вирна Лизи (ум. 2014), итальянская актриса, лауреат премии «Сезар», премии Каннского кинофестиваля и др. наград.
- 1938
  - Никита Долгушин (ум. 2012), артист балета, балетмейстер, хореограф, педагог, народный артист СССР.
  - Владимир Веклич (ум. 1993), советский и украинский инженер, изобретатель троллейбусного поезда.
- 1940 — Чарльз Коваль (ум. 2011), американский астроном, первооткрыватель комет и астероидов.
- 1942
  - Сандро Маццола, итальянский футболист, чемпион Европы (1968).
  - Василий Бубнов (ум. 2021), советский и российский художник-монументалист, академик Российской академии художеств (2007).
- 1946 — Гус Хиддинк, нидерландский футбольный тренер.
- 1948
  - Владимир Веремеев, советский и украинский футболист, бронзовый призёр Олимпийских игр (1976), тренер.
  - Фред Ньюхаус (ум. 2025), американский легкоатлет, олимпийский чемпион (1976).
- 1949
  - Лилия Амарфий (ум. 2010), советская и российская актриса оперетты, народная артистка РФ.
  - Бонни Райтт, американская певица, гитаристка и автор песен, лауреат 10 премий «Грэмми».
- 1951 — Стас Намин (наст. имя Анастас Микоян), советский и российский композитор, музыкант, продюсер.
- 1955 — Джеффри Форд, американский писатель-фантаст и мистик.
- 1959 — Евдокия Германова, советская и российская актриса театра и кино, театральный педагог.
- 1960 
  - Олег Меньшиков, советский и российский актёр театра и кино, театральный режиссёр, педагог, народный артист РФ.
  - Микаэль Нюквист (ум. 2017), шведский актёр.
- 1967 — Кортни Торн-Смит, американская актриса кино и телевидения.
- 1968 — Паркер Поузи, американская актриса кино и телевидения.
- 1971 — Карлос Атанес, испанский режиссёр театра и кино, писатель, драматург.
- 1972 — Гретчен Мол, американская актриса кино и телевидения.
- 1973 — Флоранс Форести, французская актриса, комедиантка и сценарист.
- 1974
  - Кисимото Масаси, японский мангака, создатель манги «Наруто».
  - Пенелопа Хейнс, южноафриканская пловчиха, двукратная олимпийская чемпионка.
- 1975 — Тара Рид, американская актриса.
- 1979
  - Эми Пёрди, американская актриса, модель и пара-сноубордистка.
  - Дания Рамирес, американская актриса доминиканского происхождения.
- 1980 — Луис Фабиано, бразильский футболист.
- 1981 — Джо Коул, английский футболист.
- 1983
  - Бланка Влашич, хорватская прыгунья в высоту, чемпионка мира и Европы.
  - Павел Погребняк, российский футболист.
- 1985 — Магда Апанович, канадская актриса и танцовщица польского происхождения.
- 1996 — Рёю Кобаяси, японский прыгун на лыжах с трамплина, олимпийский чемпион (2022).

### XXI век
- 2001 — Йоханнес Лампартер, австрийский двоеборец, двукратный чемпион мира.

## Скончались

### До XIX века
- 956 — Агапит II, 129-й Папа Римский (946—955).
- 1226 — Людовик VIII (р. 1187), король Франции (1223—1226).
- 1246 — Беренгария (р. 1180), королева Кастилии и Толедо (в 1217).
- 1674 — Джон Мильтон (р. 1608), английский поэт, автор поэмы «Потерянный рай».
- 1773 — Фридрих Вильгельм фон Зейдлиц-Курцбах (р. 1721), прусский военачальник, барон, командующий кавалерией армии Фридриха Великого.

### XIX век
- 1806 — Пётр Иноходцев (р. 1742), русский астроном.
- 1817 — Андреа Аппиани (р. 1754), итальянский художник.
- 1821 — Иван Дмитревский (р. 1734), русский актёр, переводчик, педагог, драматург, член Российской академии.
- 1830 — Сильвестр Щедрин (р. 1791), русский художник-пейзажист.
- 1876 — Антонио Тамбурини (р. 1800), итальянский оперный певец.
- 1886 — Сергей Усов (р. 1827), русский зоолог, археолог, искусствовед.
- 1887 — Док Холлидей (р. 1851), американский зубной врач, азартный игрок, один из наиболее известных ганфайтеров Дикого Запада.
- 1890 — Сезар Франк (р. 1822), бельгийский композитор и органист.

### XX век
- 1903 — Василий Докучаев (р. 1846), русский геолог, почвовед, минералог и кристаллограф.
- 1905 — Виктор Борисов-Мусатов (р. 1870), русский живописец и рисовальщик.
- 1921 — Павол Орсаг Гвездослав (р. 1849), словацкий поэт, драматург, переводчик.
- 1924 — Сергей Ляпунов (р. 1859), русский композитор, пианист, дирижёр.
- 1933 — Витторио Маттео Коркос (р. 1859), итальянский художник-портретист.
- 1934 — Карлус Шагас (р. 1879), бразильский медик, впервые описавший болезнь Шагаса.
- 1945 — Август фон Макензен (р. 1849), немецкий генерал-фельдмаршал, участник Первой мировой войны.
- 1953
  - Иван Бунин (р. 1870), русский писатель, лауреат Нобелевской премии (1933).
  - Зоя Рождественская (р. 1906), популярная лирическая эстрадная певица (сопрано), яркая представительница ленинградской эстрады.
- 1964 — Валентин Волков (р. 1881), русский и белорусский советский художник.
- 1968 — Кирилл Щёлкин (р. 1911), советский учёный-ядерщик, трижды Герой Социалистического Труда.
- 1974 — Вольф Мессинг (р. 1899), советский артист оригинального жанра, иллюзионист, психиатр и гипнотизёр.
- 1978 — Норман Роквелл (р. 1894), американский художник и иллюстратор.
- 1985 — Яков Гнездовский (р. 1915), американский художник украинского происхождения.
- 1986 — Вячеслав Молотов (р. 1890), советский политический деятель, Герой Социалистического Труда.
- 1987 — Евгения Ханаева (р. 1921), актриса театра и кино, народная артистка СССР.
- 1988 — Оскар Рор (р. 1912), немецкий футболист.
- 1995 — Олег Макаров (р. 1929), советский футболист, вратарь.
- 1998
  - Жан Маре (р. 1913), французский актёр, лауреат премии «Сезар».
  - Джон Хант (р. 1910), английский офицер, руководитель экспедиции, в ходе которой Э. Хиллари и Н. Тенцинг впервые в мире покорили Эверест.
- 1999
  - Юрий Малышев (р. 1941), российский космонавт, дважды Герой Советского Союза.
  - Леон Штукель (р. 1898), словенский югославский гимнаст, 3-кратный олимпийский чемпион, 5-кратный чемпион мира.
- 2000 — Юзеф Пиньковский (р. 1929), польский политик, глава правительства ПНР (1980—1981).

### XXI век
- 2008 — Мечислав Раковский (р. 1926), польский государственный и партийный деятель, глава правительства ПНР (1988—1989).
- 2009
  - Виталий Гинзбург (р. 1916), советский и российский физик-теоретик, лауреат Нобелевской премии (2003).
  - Игорь Старыгин (р. 1946), советский и российский актёр театра и кино, заслуженный артист РФ.
- 2010
  - Иван Лазутин (р. 1923), советский и российский писатель, драматург.
  - Михаил Савицкий (р. 1922), белорусский живописец, академик АХ СССР, народный художник СССР.
- 2011 — Валентин Иванов (р. 1934), советский футболист, олимпийский чемпион (1956).
- 2014 — Александр Потапов (р. 1941), актёр театра и кино, народный артист РСФСР.
- 2015 — Андрей Эшпай (р. 1925), композитор, народный артист СССР.
- 2016 — Рауль Кутар (р. 1924), французский кинооператор и режиссёр.
- 2022 — Даниэль Межиас (р. 1982), андоррский футболист.
- 2023 — Валентина Пономарёва (р. 1933), советская лётчица, инженер, учёный, космонавт-испытатель.

## Приметы
Дмитриев день. Большие Осенины.
- Коли Димитриев день со снегом, то и Пасха со снегом[7].
- Багряная заря на Дмитрия — к ветрам.
- Если на Дмитрия будет тепло — жди суровой зимы.
- Окна в двойных рамах начинают тускнеть — жди холода.
- Кошка лапой морду закрывает — к холоду[8].
- Дмитрий на лодке (8 ноября), Егорий на санях (9 декабря).
- До Дмитра девка хитра, а после Дмитра ещё хитрее.
- Дмитриев день — зима уж лезет на плетень. Если 8 ноября холод и снег, то весна поздняя и холодная, а если оттепель — зима и весна тёплые.
- Дмитриевская суббота — родительская, в этот день на Руси поминают усопших.